# Leonardo Sgura
Leonardo Sgura (Brindisi, 27 agosto 1961) è un giornalista italiano.

## Biografia
Corrispondente per la Rai Radiotelevisione Italiana dall'ufficio del Cairo, competente per i paesi del nord Africa e della penisola arabica. 
Dal 2014 al 2019 Vicedirettore per le News e gli approfondimenti di Rai Parlamento, dove è stato responsabile per le News, le Rubriche e i programmi di approfondimento settimanali "7giorni" e "Punto Europa". Per la stessa testata è stato anche curatore e conduttore della rubrica settimanale televisiva "L'Intervista" e conduttore delle Tribune Elettorali durante le elezioni politiche nazionali italiane, le elezioni politiche europee e i referendum nazionali italiani. Ha curato e coordinato il ciclo di documentari "Dentro il Palazzo", dedicati alla storia, al funzionamento, all'architettura e ai tesori artistici della Camera dei Deputati italiana. 
Dal 1999 al 2013 al TG1 Rai, principale notiziario di informazione televisiva italiana, dove è stato inviato e poi caposervizio in Cronaca; caposervizio e conduttore dei Tg della fascia del mattino; conduttore del TG delle ore 17 e infine caporedattore centrale della redazione Coordinamento. 
Dal 1997 al 1999 redattore presso la sede Rai Radiotelevisione Italiana per la regione Puglia, dove si è occupato di cronaca, cultura e sport.
Dal 1988 al 1997 corrispondente per la Rai Radiotelevisione Italiana dalla provincia di Brindisi. Ha prodotto servizi e dirette televisive e radiofoniche per Tg1, Tg2, Tg3 e Giornali Radio, oltre che per tutti i programmi Rai di approfondimento giornalistico.
Dal 1987 al 1992 Direttore ed editore dei periodici di informazione pugliesi "Meridiana", "Nuova Meridiana" e il periodico di spettacoli "TuttoBrindisi". 
Dal 1987 al 1992 Direttore editoriale della società editrice "Prima - Progetti di comunicazione"
Dal 1985 al 1988 Direttore giornalistico dell'emittente televisiva regionale pugliese TRCB e dell'emittente radiofonica RCB. 
Dal 1983 al 1988 Corrispondente dalla provincia di Brindisi per il "Corriere dello Sport - Stadio"; Redattore in cronaca per il "Quotidiano di Brindisi - Lecce - Taranto"; Corrispondente dalla provincia di Brindisi per l'AGI - Agenzia Giornalistica Italia.
Dal 1983 al 1986 Corrispondente dalla provincia di Brindisi dell'emittente televisiva "Telemontecarlo - Antenna 1";
Ha tenuto corsi di "Teoria e tecniche delle comunicazioni di massa" presso l'Università di Bari e nelle scuole superiori della Puglia.

## Pubblicazioni editoriali
Per l'editrice "Desiderio&Aspel" di Roma ha pubblicato nel 2004 "Il Killer e lo Psichiatra", romanzo che ripercorre la vicenda del serial killer della Liguria, Donato Bilancia. Per la stessa editrice ha diretto la collana "Nerogiallo".